# Le Pleureur
Le Pleureur är ett berg i Schweiz.   Det ligger i distriktet Hérens och kantonen Valais, i den södra delen av landet, 100 km söder om huvudstaden Bern. Toppen på Le Pleureur är 3 703 meter över havet, eller 945 meter över den omgivande terrängen. Bredden vid basen är 13,4 km.
Terrängen runt Le Pleureur är huvudsakligen bergig. Närmaste större samhälle är Bagnes, 13,9 km nordväst om Le Pleureur. 
Trakten runt Le Pleureur är permanent täckt av is och snö. Runt Le Pleureur är det ganska glesbefolkat, med 23 invånare per kvadratkilometer.